# Трамвай у Сіді-Бель-Аббес
Трамвай у Сіді-Бель-Аббес (фр. Tramway de Sidi Bel Abbès) — трамвайна лінія в місті Сіді-Бель-Аббес, Алжир.

## Історія
Будівництво першої лінії почалося у червні 2013 року, початкова ділянка відкрита в 2017 році складається з 13,7 км та має 22 зупинки. 

## Рухомий склад
Лінію обслуговує 30 багатосекційних низькопідлогових трамваї виробництва Alstom, моделі Alstom Citadis.